# Isognomon bicolor
Isognomon bicolor är en musselart som först beskrevs av C. B. Adams 1845.  Isognomon bicolor ingår i släktet Isognomon och familjen Isognomonidae. Inga underarter finns listade i Catalogue of Life.